# Scott Beck
Scott Beck (Denver, Colorado, 22 de outubro de 1984) é um roteirista, cineasta e produtor cinematográfico americano. Como reconhecimento, foi indicado ao Critics' Choice Movie Awards de 2019 na categoria de Melhor Roteiro Original por A Quiet Place (2018).